# Experimento da Prisão Concord

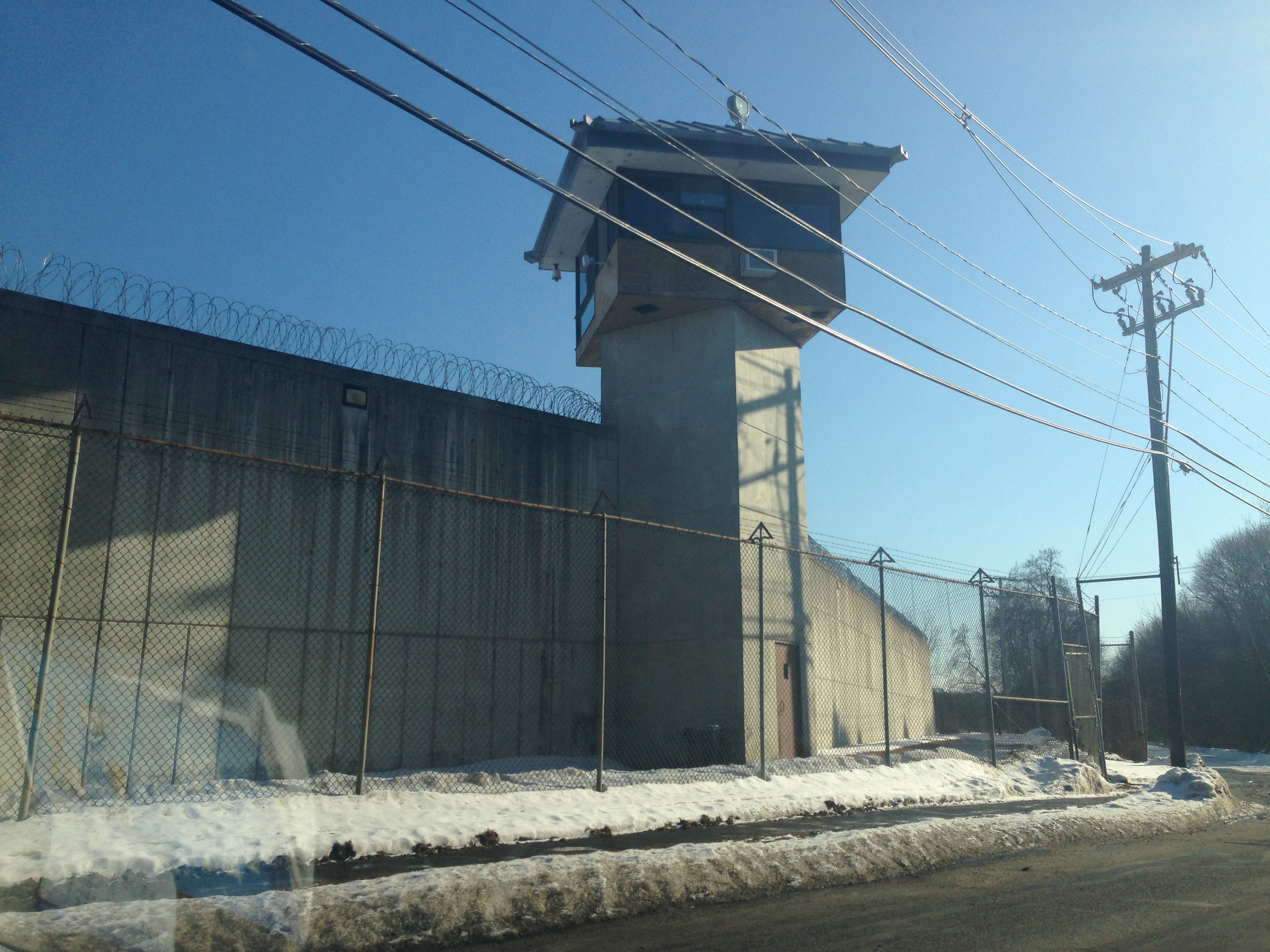
Prisão Concord

O Experimento da Prisão Concord, conduzido de 1961 a 1963, foi projetado para avaliar se as experiências produzidas pela droga psicoativa psilocibina, derivada de cogumelos psilocibinos, combinada com psicoterapia  poderiam inspirar os prisioneiros a deixarem seus estilos de vida antissociais para trás assim que fossem libertados. O quão bem funcionou seria avaliado comparando a taxa de reincidência dos indivíduos que receberam psilocibina com a média de outros presidiários de Concord.

## Equipe

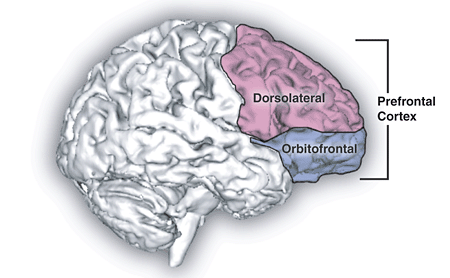
A psilocibina atua no córtex pré-frontal do cérebro (foto), região associada à personalidade e à "orquestração de pensamentos e ações de acordo com objetivos internos".

O experimento foi conduzido entre fevereiro de 1961 e janeiro de 1963 na Prisão Estadual de Concord , uma prisão de segurança máxima para jovens infratores, em Concord, Massachusetts, por uma equipe de pesquisadores da Universidade Harvard. A equipe estava sob a direção de Timothy Leary e incluía Michael Hollingshead, Allan Cohen, Alfred Alschuder, George Litwin, Ralph Metzner, Gunther Weil e Ralph Schwitzgebel, com Madison Presnell como consultor médico e psiquiátrico. O estudo original envolveu a administração de psilocibina fabricada pela Sandoz Pharmaceuticals para auxiliar a psicoterapia de grupo de 32 prisioneiros, num esforço para reduzir as taxas de reincidência. Os pesquisadores administrariam psilocibina a si mesmos junto com os prisioneiros, com o objetivo de "[criar] um senso de igualdade e experiência compartilhada, e para dissipar o medo que muitas vezes acompanha as relações entre [experimentadores] e [sujeitos]".

## Resultados
Os registos da Prisão Estatal de Concord sugeriam que 64% dos 32 indivíduos regressariam à prisão seis meses após a liberdade condicional. No entanto, passados seis meses, apenas 25% dos que estavam em liberdade condicional tinham regressado, seis por violações da liberdade condicional técnica e dois por novos delitos. Poucos projetos de curto prazo com prisioneiros foram eficazes, mesmo que em grau menor.
Além disso, uma seleção de testes de personalidade foi administrada aos prisioneiros antes e depois das experiências com psilocibina, consistindo no Inventário Multifásico de Personalidade de Minnesota, no Inventário Psicológico da Califórnia, no Teste de Conclusão de Sentenças de Maher (projetado para medir o cinismo em prisioneiros) e um Teste de Apercepção Temática (construído para medir motivos). Os resultados dos testes de personalidade indicaram uma mudança positiva mensurável quando os resultados pré-psilocibina e pós-psilocibina foram comparados.

## Estudo de acompanhamento
Os resultados deste experimento foram amplamente contestados por um estudo de acompanhamento, citando vários problemas, incluindo diferenças no período de tempo após a liberação que o grupo de estudo versus o grupo de controle foram comparados, e outros fatores metodológicos, incluindo a diferença entre os sujeitos re-encarcerados por violações da liberdade condicional versus presos por novos crimes. Esse estudo concluiu que apenas uma melhoria estatisticamente ligeira poderia ser demonstrada (em oposição à melhoria radical originalmente relatada). Na sua entrevista no âmbito do estudo, Leary expressou que a principal lição da experiência da Prisão de Concord foi que a chave para uma redução a longo prazo nas taxas globais de reincidência pode ser a combinação da administração pré-libertação de psicoterapia de grupo assistida por psilocibina com um programa abrangente de acompanhamento pós-libertação, inspirado nos grupos de Alcoólicos Anônimos, para oferecer apoio aos prisioneiros libertados. O estudo concluiu que se um novo programa de psicoterapia de grupo assistido por psilocibina e programas pós-libertação reduziriam significativamente as taxas de reincidência é uma questão empírica que merece ser abordada no contexto de uma nova experiência.

## Pesquisa relacionada
Peter Hendricks, da Universidade do Alabama em Birmingham, coletou dados de 25 622 indivíduos sob supervisão de correções comunitárias em Responsabilidade de Tratamento para Comunidades Mais Seguras e descobriu que o uso de alucinógenos previu uma probabilidade reduzida de reprovação no programa TASC. Os resultados sugeriram que os alucinógenos podem promover a abstinência de álcool e outras drogas e o comportamento pró-social em uma população com altas taxas de reincidência.